# Риофредо
Риофрѐдо (на италиански: Riofreddo) е село и община в Централна Италия, провинция Рим, регион Лацио. Разположено е на 705 m надморска височина. Населението на общината е 737 души (1 януари 2023).